# ارل ریچمند
ارل ریچمند (انگلیسی: Earl of Richmond) عنوانی برافتاده (از بین رفته، تمام‌شده) است که بارها در قالب مقام اعیانی ایجاد شد. این مقام در ابتدا، در تملک اشراف مختلف از بریتون‌ها بود.